# Valleroy (Meurthe e Mosella)
Valleroy è un comune francese di 2 529 abitanti situato nel dipartimento della Meurthe e Mosella nella regione del Grand Est.

## Società

### Evoluzione demografica
Abitanti censiti